# Caméra Arriflex 435
L'Arriflex 435 est une caméra 35 mm développée par la firme Arri en 1995, appelée à remplacer la série des Arriflex 35-III. Avec un niveau de bruit relativement élevé par rapport aux standards des caméras de sa génération, l'Arri 435 est relativement peu utilisée lors de prises de vues en son synchrone. En revanche, sa conception est particulièrement adaptée pour des prises de vues muettes, en particulier lors des effets de changements de vitesse, comme l'accéléré, le ralenti ou la variation de vitesse pendant le plan.
Si son champ d'application est large, ses particularités techniques la rendent surtout utilisée lors de tournage de clips musicaux ou publicitaires, de plans de « seconde équipe », de prises destinées aux effets spéciaux et de motion control, entre autres. En 2006, l'Arri 435 est considérée comme la caméra 35 mm la plus populaire, par sa polyvalence, son ergonomie, sa compatibilité et sa disponibilité chez les loueurs. Le concurrent Panavision possède plus de 435 à la location que les propres loueurs Arri ; toutefois, les modèles disponibles chez Panavision sont connus sous le nom de Pan-435, à la suite d'une modification de la monture en monture Panavision. L'Academy of Motion Picture Arts and Sciences a récompensé Arri d'un Oscar technique en 1999 pour sa conception de la 435.

## Modèles et caractéristiques techniques
N.B: sauf indication contraire, toutes les évolutions se retrouvent dans les modèles ultérieurs

### 435 et 435ES
En 1995, Arri commercialise deux modèles : la 435 et la 435ES. Le suffixe « ES » indique un contrôle électronique de l'obturateur, y compris en cours de prise de vues, dans une gamme continue de 11,2° à 180° avec une précision de 0,1°. Toutes les autres caractéristiques sont identiques : monture standard Arri PL, compatibilité Super 35, cadence en marche avant et arrière variable de 1 à 150 images par seconde (précision à 0,001 i/s), magasins à boucle fixe et compatibilité de la marche arrière avec les magasins Arri antérieurs, compatibilité totale avec les accessoires de l'Arriflex 535, time-code, grande maniabilité du viseur et adaptateur pour visée vidéo .
D'autres accessoires et fonctionnalités furent développés dans les années suivantes, comme les magasins steadicam (1996), une visée vidéo intégrée (1997), des magasins de 300m  (1998) et un mécanisme d'entraînement à trois perforations (2000).

### 435 Advanced
La 435 Advanced, présentée en 2001, est le résultat de plusieurs années de remarques des utilisateurs de la 435 : elle inclut plus de fonctionnalités augmentant sa polyvalence, comme une cadence minimale rabaissée à 0,1 i/s, l'intégration d'un système de motion control « Arrimotion » et un système de reconnaissance électronique d'objectif LDS (Lens Data System).

### 435 Xtreme
En 2003, de nouvelles fonctionnalités électroniques furent ajoutées via le Functional Expansion Module (FEM), intégré dans la 435 Xtreme en 2004. Le FEM permet des variations de vitesses plus soudaines, une gamme de cadences plus large (jusqu'à 0,1 i/s), plus de fonctions de motion control, des systèmes électroniques de commande d'objectif et un émetteur sans fil intégré.
En 2005, trois nouveaux accessoires ont été commercialisés pour la Advanced et la Extreme : une manivelle de réglage, un boîtier de synchronisation de phases et une commande à distance avec un écran LCD pour l'assistant opérateur.